# La posta del cuore (programma televisivo 2015)
La posta del cuore è stato un programma televisivo italiano, andato in onda dal lunedì al venerdì nell'estate 2015, nella fascia pomeridiana di Rai 1 (dalle 17:45 alle 18:50), con la conduzione di Fabrizio Frizzi, Rita dalla Chiesa e Niccolò Torielli. La trasmissione, che prendeva la sua formula dal talk show, vedeva fra gli autori Barbara Boncompagni.

## La nascita della trasmissione e la sua sospensione
Il 6 maggio 2015 veniva comunicata la notizia della nascita della nuova trasmissione, con la conduzione di Fabrizio Frizzi e Rita dalla Chiesa. Il 20 maggio 2015 venne registrata una puntata di prova, mentre la prima puntata ufficiale andò in onda il successivo 15 giugno. La trasmissione continuò fino al 10 luglio, per un totale di 20 puntate. Nonostante i complimenti del direttore di rete Giancarlo Leone, la trasmissione non trova più spazio nel palinsesto 2015-2016.

### Edizione
| Edizioni | Periodo        | Periodo        | Puntate | Conduzione                          | Regia        | Studio di messa in onda                                              |
| Edizioni | Inizio         | Fine           | Puntate | Conduzione                          | Regia        | Studio di messa in onda                                              |
| -------- | -------------- | -------------- | ------- | ----------------------------------- | ------------ | -------------------------------------------------------------------- |
| 1°       | 15 giugno 2015 | 10 luglio 2015 | 20      | Fabrizio Frizzi e Rita dalla Chiesa | Luca Mancini | Studio 1 degli Centro di Produzione Rai della DEAR-Nomentano di Roma |

### Il format
Il format della trasmissione prevedeva che persone comuni si rivolgevano al programma per chiedere aiuto in ambito sentimentale o per essere aiutati nel prendere delle decisioni. Fabrizio Frizzi aveva il ruolo di introdurre la storia e spiegarla mentre a Rita dalla Chiesa aspettava l'approfondimento ed il consiglio finale. Ma non erano solo i conduttori a consigliare le persone presenti in studio, ma anche esperti come psicologhe, giornaliste e blogger. Oltre alle storie portate dai protagonisti delle puntate, si analizzavano domande anche del pubblico a casa, e c'erano numerose esterne (collegamenti fuori studio); i conduttori erano affiancati puntata per puntata dall'inviato Niccolò Torielli, che fra un caso di cuore e l'altro doveva stemperare la tensione nello studio. Il 20 giugno 2015 Giancarlo Leone, direttore di rete di Rai 1, confermava la trasmissione per l'autunno 2015; la fascia di collocamento restava da stabilire, doveva essere comunicata durante la presentazione dei palinsesti Rai tenuta il  23 giugno 2015 a Milano, ma la trasmissione non venne accennata, si capì quindi l'intenzione di chiudere definitivamente il programma. Il 21 giugno 2015 è stata trasmessa una puntata intitolata Il meglio della posta del cuore, dove si vedeva il meglio delle puntate andate in onda in questa settimana. La puntata è stata trasmessa nella fascia oraria che andava dalle 17,50 alle 18,50. Il 23 giugno 2015, i vertici Rai decisero di variare l'orario di messa in onda del programma, in quanto gli ascolti non erano risultati sufficienti. Il nuovo orario di messa in onda era dalle 17,45 fino alle 18,50. Secondo i vertici Rai, l'insuccesso della trasmissione era da imputare a Il segreto, telenovela di successo di Canale 5, inizialmente bisognava capire se il nuovo collocamento d'orario avrebbe fatto aumentare l'ascolto televisivo. Ciò si è effettivamente verificato, ma non tanto da far sì che il programma venisse confermato per la successiva stagione televisiva.

### Studi televisivi
La trasmissione andava in onda dallo studio 1 degli Studi televisivi Fabrizio Frizzi (ex Dear) in Roma.

### Ascolti
(Dal 15 giugno 2015 al 10 luglio 2015)
| Puntata | Data           | Telespettatori | Share  |
| ------- | -------------- | -------------- | ------ |
| 1       | 15 giugno 2015 | 1.397.000      | 13,99% |
| 2       | 16 giugno 2015 | 1.492.000      | 15,16% |
| 3       | 17 giugno 2015 | 1.344.000      | 13,86% |
| 4       | 18 giugno 2015 | 1.221.000      | 13,19% |
| 5       | 19 giugno 2015 | 1.237.000      | 12,82% |
| 6       | 22 giugno 2015 | 1.180.000      | 12,11% |
| 7       | 23 giugno 2015 | 1.060.000      | 11,01% |
| 8       | 24 giugno 2015 | 1.137.000      | 12,74% |
| 9       | 25 giugno 2015 | 1.116.000      | 12,35% |
| 10      | 26 giugno 2015 | 1.324.000      | 15,02% |
| 11      | 29 giugno 2015 | 1.053.000      | 11,75% |
| 12      | 30 giugno 2015 | 1.023.000      | 11,97% |
| 13      | 1º luglio 2015 | 980.000        | 11,30% |
| 14      | 2 luglio 2015  | 1.064.000      | 12,71% |
| 15      | 3 luglio 2015  | 978.000        | 11,63% |
| 16      | 6 luglio 2015  | 959.000        | 10,63% |
| 17      | 7 luglio 2015  | 974.000        | 11,09% |
| 18      | 8 luglio 2015  | 1.014.000      | 10,94% |
| 19      | 9 luglio 2015  | 1.066.000      | 11,53% |
| 20      | 10 luglio 2015 | 1.084.000      | 12,81% |

| Puntata "Il meglio della posta del cuore" | Telespettatori | Share |
| ----------------------------------------- | -------------- | ----- |
| 21 giugno 2015                            | 813.000        | 7.29% |

Media ascolti:  1.145.000, per uno share complessivo totale del 12,5 %
Puntata più vista: 16 giugno 2015, con un totale di: 1,5 milioni di ascoltatori per uno share del 15,2%, che nella fascia finale ha totalizzato un ascolto del 19,3%, per un totale di spettatori di: 1.750.000
Spettatori che hanno contattato il programma almeno per un minuto
2,8 milioni
Spettatori che hanno visto almeno la puntata per quasi metà della durata
41,4%

### L'interattività con il pubblico e la possibilità di seguire la diretta online
La trasmissione oltre ai classici contatti, quali e-mail e numero telefonico, era presente con un profilo social network all'indirizzo www.twitter.com/lapostadelcuore dove era possibile commentare la puntata in diretta tramite gli #lapostadelcuore #carapostadelcuore. Si poteva commentare anche tramite i profili ufficiali dei conduttori Fabrizio Frizzi, Rita dalla Chiesa e Niccolò Torielli. Essendo il programma in diretta era possibile seguirlo sul portale Rai TV, il portale streaming della Rai.

## Sigla
La sigla del programma era Thinking Out Loud di Ed Sheeran.